# 케네트 브륄레 라르센
케네트 브륄레 라르센(덴마크어: Kenneth Brylle Larsen, 1959년 5월 22일, 수도 지역 쾨벤하운 ~)은 덴마크의 전직 프로 축구 선수이다. 그는 덴마크 국가대표팀 경기에 16번 출전했고, 유로 1984에 자국을 대표로 참가했다.

## 생애
쾨벤하운 출신인 브륄레는 인근 프레데리크스베리(FB)에서 축구를 시작했다. 그는 덴마크 2부 리그의 흐비도레에서 성인 무대 신고식을 치렀고, 1978년에 소속구단의 덴마크 1부 리그 승격을 이룩했다. 1979년 시즌을 앞두고, 그는 1부 리그 경쟁 구단인 바일레로 이적해 전국적인 선수로 도약했다. 그는 26번의 리그 경기에 출전해 18골을 기록했고, 이후 1979년에 벨기에의 안데를레흐트로 이적해 해외 프로 무대로 진출했다. 그는 안데를레흐트에서 5년을 활약하며 1983년에 UEFA컵을 들어올렸고, 결승전에서 1-0 결승골의 주인공이 되었다.
그는 1984년에 PSV로 이적했고, 1985년에는 마르세유를 거쳐 클뤼프 브뤼허로 이적하며 벨기에 무대로 복귀했다. 그는 클뤼프 브뤼허 소속으로 101번의 경기에 출전해 49골을 기록했는데, 그동안 1988년에 벨기에 프로 리그 우승ㅇ을 거두었다. 그는 베이르스홋, 리르서, 그리고 노커를 거치면서 말년을 벨기에에서 보냈다.
그는 국제 축구 연맹의 감독 면허를 취득해 노커, 오스텐더, 에인드라흐트 알터르, 화이트 스타 라위버, 그리고 빌스베커 등의 벨기에 구단들을 지도했다. 그는 말년에 자국의 흐비도브레 감독직을 2009년 1월 1일부터 2010년 12월 31일까지 역임하기도 했다. 그는 그동안 벨기에로 귀화하기도 했다.

## 수상

### 선수
안데를레흐트
- 벨기에 1부 리그: 1980–81
- UEFA컵
  - 우승: 1982–83
  - 준우승: 1983–84
- 트로페 쥘 파파에르: 1983[2]

클뤼프 브뤼허
- 벨기에 1부 리그: 1987–88
- 벨기에 슈퍼컵: 1986, 1988

마르세유 ====
- 쿠프 드 프랑스 준우승: 1985–86

### 개인
- UEFA컵 득점왕: 1987–88 (6골)[4]